# Marquesado de la Vega de Anzo
El marquesado de la Vega de Anzo es un título nobiliario español concedido por la regente Mª Cristina, durante la minoría de edad del rey Alfonso XIII, el 14 de octubre de 1889, a Emilio Martín González del Valle y González Carbajal, doctor en Leyes, profesor de Derecho en la Universidad de La Habana, diputado a Cortes por Pinar del Río, senador por la provincia de Lérida (1893-1895), caballero de la Gran Cruz de la Orden de Isabel la Católica, nació en La Habana el 11 de noviembre de 1853 y falleció en Córdoba en 1911.
Sus armas son las mismas que la del concejo de Grado (Asturias)

## Lista de titulares
|                                                       | Titular                                               | Periodo                                               |
| Creado en 1889 por la reina María Cristina de Austria | Creado en 1889 por la reina María Cristina de Austria | Creado en 1889 por la reina María Cristina de Austria |
| ----------------------------------------------------- | ----------------------------------------------------- | ----------------------------------------------------- |
| I                                                     | Emilio Martín González del Valle y González Carbajal  | 1889-1911                                             |
| II                                                    | Martín González del Valle y Fernández Miranda         | 1911                                                  |
| III                                                   | José María González del Valle y Herrero               | -1993                                                 |
| IV                                                    | María del Pilar González del Valle García de la Peña  | 1993-actual titular                                   |

## Historia de los marqueses de la Vega de Anzo
- I marqués: Emilio Martín González del Valle y González Carbajal (1853-1911), hijo de Martín González del Valle y de María de Jesús González Carbajal y Álvarez Cabañas.[2][a] Se casó en primeras nupcias con María (o Julia)  Fernández Miranda y Vives.[2] Le sucedió su hijo de este primer matrimonio:[4]
- II marqués: Martín González del Valle y Fernández Miranda (nacido en Oviedo el 25 de diciembre de 1882- Madrid 13 de enero de 1951), II marqués de la Vega de Anzo,[4] por Real Carta de Sucesión expedida el 27 de septiembre de 1912,[2] caballero de la Orden de Montesa, procurador en Cortes, caballero gran cruz de la Orden de Isabel la Católica, comendador de la Orden de Carlos III, Gentilhombre de cámara con ejercicio del Rey Alfonso XIII. Contrajo matrimonio con María del Pilar Herrero Collantes, I Baronesa de Grado.[4][2] Le sucedió su hijo:
- III marqués: José María González del Valle y Herrero, III marqués de la Vega de Anzo, caballero de la Orden de Montesa. Casó con Josefina García de la Peña. Le sucedió en 1993 su hija:[4]
- IV marquesa: María del Pilar González del Valle García de la Peña, IV Marquesa de la Vega de Anzo, casada con Rafael Ureña y Francés,[4][6] con descendencia. ACTUAL TITULAR

## Árbol genealógico
| Emilio Martín González del Valle y Carbajal, I marqués de la Vega de Anzo (1853-1911) |  |  |  |  |  |  |  |
|                                                                                       |  |  |  |  |  |  |  |
| Martín González del Valle y Fernández Miranda, II marqués de la Vega de Anzo          |  |  |  |  |  |  |  |
|                                                                                       |  |  |  |  |  |  |  |
| José María González del Valle y Herrero, III marqués de la Vega de Anzo (1904-1975)   |  |  |  |  |  |  |  |
|                                                                                       |  |  |  |  |  |  |  |
| María del Pilar González del Valle , IV Marquesa de la Vega de Anzo                   |  |  |  |  |  |  |  |